# Varanus auffenbergi
Espèce
Statut CITES
Le Varan d'Auffenberg, Varanus auffenbergi, est une espèce de sauriens de la famille des Varanidae.

## Répartition
Cette espèce est endémique de l'île de Rote en Indonésie.

## Description
Le Varanus auffenbergi est l'un des plus petits varans au monde, atteignant en général une longueur de 60 cm. Il ressemble au Varan de Timor (Varanus timorensis) avec quelques nuances dans la coloration et les motifs. Ses couleurs se fanent lorsqu'il atteint l'âge adulte. Il a des ocelles bleu-gris tandis que le Varan de Timor a des ocelles de couleur crème.
Dans la nature, ils escaladent les troncs de palmiers et se prélassent sur les couronnes des arbres.

## Publication originale
- Sprackland, 1999 : New species of monitor (Squamata: Varanidae) from Indonesia. Reptile Hobbyist, vol. 4, n. 6, p. 20-27.